# Cermenate
Cermenate ist eine norditalienische Gemeinde (comune) mit 9388 Einwohnern (Stand 31. Dezember 2023) in der Provinz Como in der Lombardei. Die Gemeinde liegt etwa 12 Kilometer südlich von Como und etwa 27,5 Kilometer nordnordwestlich von Mailand. 
Cermenate grenzt unmittelbar an die Provinz Monza und Brianza. Die Gemeinde lässt sich räumlich der Brianza zuordnen.

## Verkehr
Durch die Gemeinde und Ortschaft führt die Strada Statale 35 dei Giove von Mailand Richtung Como. Der nächste Bahnhof befindet sich in Carimate an der Bahnstrecke von Mailand über Monza nach Como und weiter nach Chiasso.

## Sehenswürdigkeiten

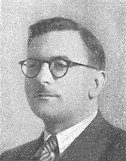
Tommaso Zerbi

- Pfarrkirche Santi Vito, Modesto e Crescenzia (17. Jahrhundert)[2]
- Kirche Santi Pietro e Paolo (16. Jahrhundert)[3]
- Wallfahrtskirche del Crocifisso (13. Jahrhundert)[4]
- Ehemaliges Kinderheim Giuseppe Garbagnati (1935/1937), Architekt: Cesare Cattaneo[5]

## Persönlichkeiten
- Tommaso Zerbi (* 27. März 1908 in Cermenate; † 14. März 2001 in Mailand), Abgeordneter für die Region Lombardei in die Camera dei deputati, Dozent an der Katholischen Universität vom Heiligen Herzen.